# Quartier Saint-Vincent-de-Paul

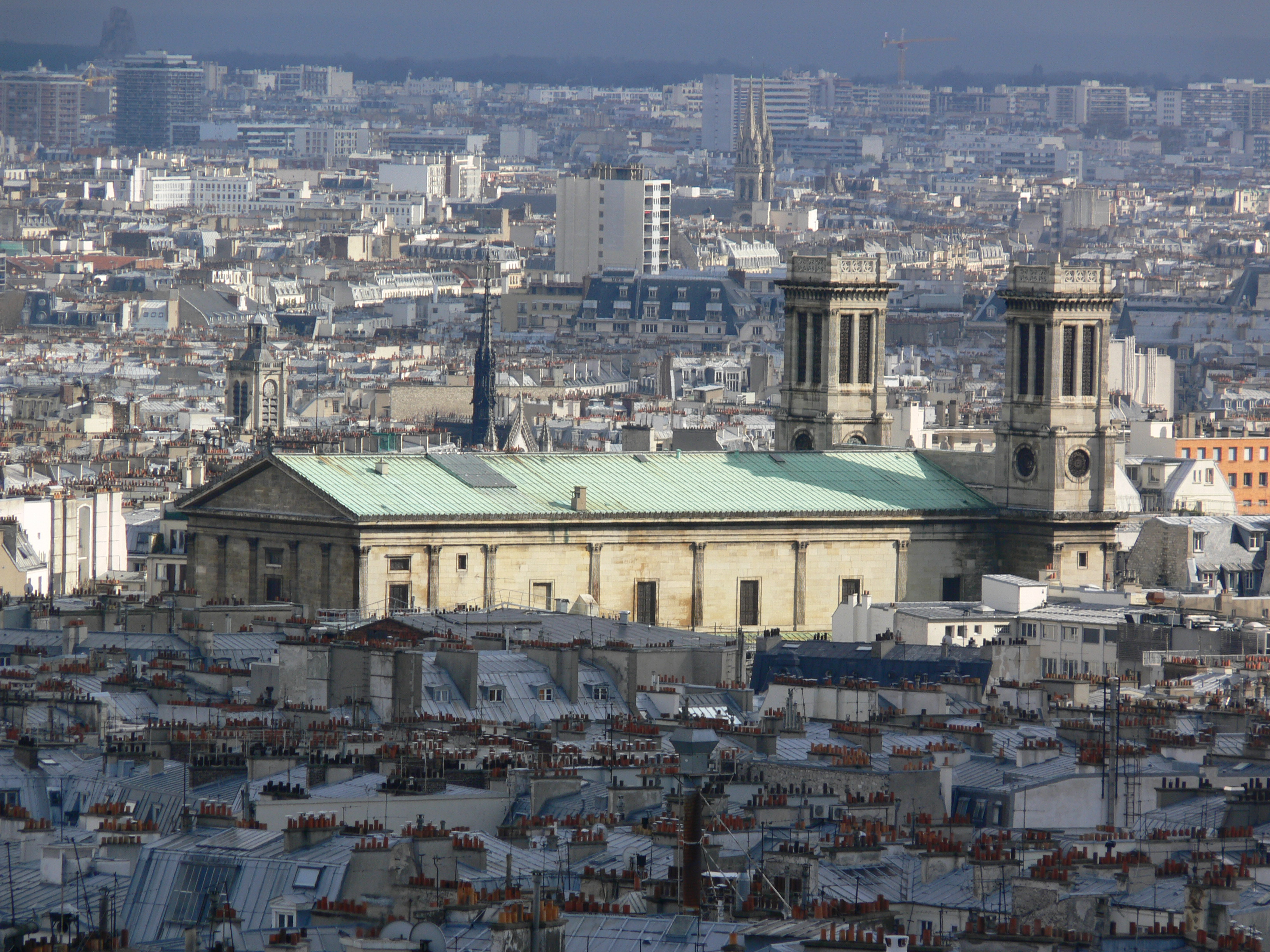
Kostel Saint-Vincent-de-Paul

Quartier Saint-Vincent-de-Paul (čtvrť Svatého Vincence de Paul) je 37. administrativní čtvrť v Paříži, která je součástí 10. městského obvodu. Má rozlohu 92,7 ha a celou čtvrtinu plochy zabírají železniční stavby a koleje. Ve čtvrti se nacházejí dvě významná pařížská nádraží - Východní a Severní. Její hranice tvoří ulice Rue de Chabron na jihu, Rue du Faubourg Poissonnière na západě, Boulevard de la Chapelle na severu a Rue du Faubourg Saint-Martin na východě.
Čtvrť byla pojmenována podle kostela svatého Vincence de Paul.

## Vývoj počtu obyvatel
| Rok sčítání | Počet obyvatel | Hustota zalidnění (ob./km²) |
| ----------- | -------------- | --------------------------- |
| 1954        | 34 253         | 36 950                      |
| 1962        | 32 807         | 35 391                      |
| 1968        | 30 001         | 32 364                      |
| 1975        | 25 250         | 27 238                      |
| 1982        | 22 304         | 24 060                      |
| 1990        | 22 231         | 23 982                      |
| 1999        | 21 624         | 23 327                      |